# Лыжные гонки на зимних Олимпийских играх 2010 — эстафета 4×10 км (мужчины)
Эстафета на 4×10 километров в лыжных гонках среди мужчин на зимних Олимпийских играх 2010 прошла 24 февраля. Первые 2 этапа спортсмены бежали классическим стилем, а заключительные 2 — свободным.
Гонка состоялась в Олимпийском парке Уистлера с 11:15 до 13:00 по местному времени (UTC-8). На протяжении гонки периодически шёл мокрый снег, усилившийся во время первых двух этапов классическим стилем.
На протяжении 3-го и 4-го этапов свободным стилем лидировали Швеция, Чехия и Франция. Перед последним этапом их преимущество перед преследователями составляло более 30 секунд. На последнем этапе норвежец Петтер Нортуг предпринял попытку достать лидирующую группу. Это удалось ему приблизительно за километр до финиша, однако к этому моменту швед Маркус Хельнер оторвался от чеха Мартина Коукала и француза Эмманюэля Жоннье. Хельнер финишировал в одиночестве, выиграв своё второе золото на Олимпиаде в Ванкувере. Нортуг на входе на стадион убежал от француза, однако чех держался за ним почти до последних метров, однако не смог помешать Нортугу выиграть для Норвегии серебро, которое для него самого стало третьей медалью на Играх.
Сборная Швеции выиграла мужскую лыжную эстафету впервые с Олимпийских игр 1988 года в Калгари. Чехи впервые вошли в тройку призёров (сборная Чехословакии выиграла бронзу тогда же в 1988 году в Калгари). Норвежцы за последние 6 Олимпиад с 1992 года выиграли в мужской эстафете 3 золота и 2 серебра (без медалей они остались только в 2006 году в Турине). 4-кратный чемпион мира в эстафете (2001, 2005, 2007, 2009) 38-летний Одд-Бьёрн Йельмесет смог выиграть медаль в эстафете и на Олимпийских играх (на его счету также бронза на 50 км в 2002 году в Солт-Лейк-Сити). При этом именно слабое выступление Йельмесета на втором этапе во многом помешало норвежцам побороться за золото: ветеран проиграл шведу Юхану Ульссону более 30 сек, а чеху Лукашу Бауэру — более 50 сек.
Олимпийские чемпионы 2006 года сборная Италии, сохранившая 3 из 4 лыжников прошлого состава, заняла 9-е место, более 2 минут проиграв чемпионам.

## Медалисты
| Золото                                                                          | Серебро                                                                              | Бронза                                                        |
| Швеция · Даниель Риккардссон · Юхан Ульссон · Андерс Сёдергрен · Маркус Хельнер | Норвегия · Мартин Йонсруд Сундбю · Одд-Бьёрн Йельмесет · Ларс Бергер · Петтер Нортуг | Чехия · Мартин Якш · Лукаш Бауэр · Иржи Магал · Мартин Коукал |

## Результаты
| Место | Номер | Команда                                                                               | Время                                     | Отставание |
| ----- | ----- | ------------------------------------------------------------------------------------- | ----------------------------------------- | ---------- |
| 1     | 6     | Швеция · Даниель Риккардссон · Юхан Ульссон · Андерс Сёдергрен · Маркус Хельнер       | 1:45:05,4 27:57,9 27:55,2 24:35,2 24:37,1 | 0,0        |
| 2     | 1     | Норвегия · Мартин Йонсруд Сундбю · Одд-Бьёрн Йельмесет · Ларс Бергер · Петтер Нортуг  | 1:45:21,3 27:59,9 28:27,5 24:38,4 24:15,5 | +15,9      |
| 3     | 11    | Чехия · Мартин Якш · Лукаш Бауэр · Иржи Магал · Мартин Коукал                         | 1:45:21,9 28:22,4 27:36,4 24:34,8 24:48,3 | +16,5      |
| 4     | 9     | Франция · Жан-Марк Гайяр · Морис Манифика · Венсан Витто · Эмманюэль Жоннье           | 1:45:26,3 27:56,7 28:03,6 24:31,5 24:54,5 | +20,9      |
| 5     | 3     | Финляндия · Сами Яухоярви · Матти Хейккинен · Теэму Каттилакоски · Вилле Ноусиайнен   | 1:45:30,3 27:55,6 28:32,3 24:37,1 24:25,3 | +24,9      |
| 6     | 2     | Германия · Йенс Фильбрих · Аксель Тайхман · Рене Зоммерфельдт · Тобиас Ангерер        | 1:45:49,4 27:58,3 28:22,6 24:43,7 24:44,8 | +44,0      |
| 7     | 5     | Канада · Девон Кершоу · Алекс Харви · Иван Бабиков · Джордж Грей                      | 1:47:03,2 28:23,8 28:21,3 24:33,5 25:44,6 | +1:57,8    |
| 8     | 13    | Россия · Николай Панкратов · Пётр Седов · Александр Лёгков · Максим Вылегжанин        | 1:47:04,7 28:33,4 28:07,4 24:56,9 25:27,0 | +1:59,3    |
| 9     | 4     | Италия · Валерио Кекки · Джорджо Ди Чента · Пьетро Пиллер Коттрер · Кристиан Дзордзи  | 1:47:16,6 28:22,1 28:34,3 24:39,8 25:40,4 | +2:11,2    |
| 10    | 7     | Швейцария · Тони Ливерс · Кюрден Перль · Ремо Фишер · Дарио Колонья                   | 1:47:57,2 28:20,7 28:26,7 25:35,1 25:34,7 | +2:51,8    |
| 11    | 10    | Казахстан · Сергей Черепанов · Алексей Полторанин · Евгений Величко · Николай Чеботко | 1:49:49,1 28:36,1 27:45,2 26:38,3 26:49,5 | +4:43,7    |
| 12    | 14    | Словакия · Мартин Байчичак · Иван Баторы · Михал Малак · Петер Млинар                 | 1:49:52,0 28:21,2 28:28,7 25:49,6 27:12,5 | +4:46,6    |
| 13    | 12    | США · Энди Ньюэлл · Торин Кус · Гэрротт Каззи · Сайми Хэмильтон                       | 1:51:27,7 28:37,9 30:01,5 25:49,6 26:58,7 | +6:22,3    |
| 14    | 8     | Эстония · Алго Кярп · Яак Маэ · Айвар Рехемаа · Каспар Кокк                           | 1:51:41,2 29:54,6 28:43,4 25:50,0 27:13,2 | +6:35,8    |